# Nuestra Señora
Nuestra Señora es un tratamiento utilizado en algunas confesiones cristianas como la Iglesia católica, las iglesias ortodoxas y algunos grupos protestantes como los Anglicanos o luteranos, para referirse a la Virgen María (en latín Domina nostra o Dominae nostrae).
Numerosas advocaciones de la Virgen se denominan como "Nuestra Señora de ...". En historiografía del arte, este tema se suele referir directamente en italiano (Madonna) y en francés (Notre Dame).
Tanto Nuestro Señor como su femenino, Nuestra Señora, son expresiones que se utilizaban, en el Antiguo Régimen, como tratamiento de reinas y reyes: La reina, nuestra señora... El rey, nuestro señor. Su uso deriva de la titulación del emperador romano como Dominus (Dominus noster), a partir del siglo III (Dominado).
Hay unas 150 congregaciones religiosas femeninas que llevan Nuestra Señora en su nombre. A menudo se complementa con un topónimo o un título de honor, por ejemplo "Nuestra Señora de Fátima" o "Nuestra Señora de los Ángeles"